# Volta al País Basc 2017
La Volta al País Basc 2017 va ser la 57a edició de la Volta al País Basc. La cursa es disputà en sis etapes entre el 4 i el 8 d'abril de 2017, amb inici a Pamplona i final a Eibar. Aquesta era la catorzena prova de l'UCI World Tour 2017.
La victòria final fou per l'espanyol Alejandro Valverde (Movistar Team), que s'imposà a Alberto Contador (Team Tinkoff), vencedor el 2016, per 17". Completà el podi el basc Ion Izagirre (Bahrain-Merida). Valverde aconseguí el liderat en la penúltima etapa, amb final al santuari d'Arrate, i en la darrera, una contrarellotge individual, no tan sols va mantenir les diferències sinó que les amplià sobre tots els principals rivals.
En les altres classificacions Valverde guanyà la classificació per punts, l'estatunidenc Alex Howes (Cannondale-Drapac Pro Cycling Team) la classificació de la muntanya, mentre la classificació dels esprints va anar a parar a mans del mallorquí Lluís Mas Bonet (Caja Rural-Seguros RGA) i el Bahrain-Merida va ser el millor equip.

## Equips participants
A la cursa hi prengueren part vint, els divuit amb llicència World Tour, i dos equips continentals professionals:
| WorldTeams (18)- AG2R La Mondiale - Astana - Bahrain-Merida - Bora-Hansgrohe - Cannondale-Drapac - Dimension Data - FDJ - Katusha-Alpecin - Lotto-Soudal - Lotto NL-Jumbo - Movistar Team - Orica-Scott - Quick-Step Floors - Sky - Team Sunweb - Trek-Segafredo - UAE Team Emirates - BMC Racing Team Equips continentals professionals (2)- Caja Rural-Seguros RGA - Cofidis, Solutions Crédits |
| |

## Etapes
| Etapa    | Data     | Ciutats d'etapa         | type                      | Distància (km) | Vencedor de l'etapa         | Líder de la general         |
| -------- | -------- | ----------------------- | ------------------------- | -------------- | --------------------------- | --------------------------- |
| 1a etapa | 3 de abr | Pamplona – Eguesibar    | etapa accidentada         | 153,3          | Michael Matthews            | Michael Matthews            |
| 2a etapa | 4 de abr | Pamplona – Eltziego     | etapa de mitja muntanya   | 173,4          | Michael Albasini            | Michael Matthews            |
| 3a etapa | 5 de abr | Vitòria – Sant Sebastià | etapa de mitja muntanya   | 160,5          | David de la Cruz Melgarejo  | David de la Cruz Melgarejo  |
| 4a etapa | 6 de abr | Sant Sebastià – Bilbao  | etapa de mitja muntanya   | 174,1          | Primož Roglič               | David de la Cruz Melgarejo  |
| 5a etapa | 7 de abr | Bilbao – Eibar          | etapa de muntanya         | 139,8          | Alejandro Valverde Belmonte | Alejandro Valverde Belmonte |
| 6a etapa | 8 de abr | Eibar – Eibar           | contrarellotge individual | 27,7           | Primož Roglič               | Alejandro Valverde Belmonte |

### Etapa 1
| \| Classificació de l'etapa \| Classificació de l'etapa \| Classificació de l'etapa \| Classificació de l'etapa \| Classificació de l'etapa \| \| Corredor \| Corredor \| Equip \| Temps \| \| \| ------------------------ \| ------------------------------- \| ------------------------ \| ------------------------ \| ------------------------ \| \| 1r \| Michael Matthews \| Team Sunweb \| 3h 45' 07" \| \| \| 2n \| Jay McCarthy \| Bora-Hansgrohe \| + 0" \| \| \| 3r \| Simon Gerrans \| Orica-Scott \| + 0" \| \| \| 4t \| Jhonatan Restrepo Valencia \| Katusha-Alpecin \| + 0" \| \| \| 5è \| Sean De Bie \| Lotto-Soudal \| + 0" \| \| \| 6è \| Maximiliano Richeze Araquistain \| Quick-Step Floors \| + 0" \| \| \| 7è \| Rigoberto Urán \| Cannondale-Drapac \| + 0" \| \| \| 8è \| Anthony Roux \| FDJ \| + 0" \| \| \| 9è \| Ben Swift \| UAE Team Emirates \| + 0" \| \| \| 10è \| Gregor Mühlberger \| Bora-Hansgrohe \| + 0" \| \| |                                 |                   |            |
| |                                 |                   |            |
| Font: ProCyclingStats |                                 |                   |            |
| Classificació de l'etapa |                                 |                   |            |
| Corredor | Corredor                        | Equip             | Temps      |
| 1r | Michael Matthews                | Team Sunweb       | 3h 45' 07" |
| 2n | Jay McCarthy                    | Bora-Hansgrohe    | + 0"       |
| 3r | Simon Gerrans                   | Orica-Scott       | + 0"       |
| 4t | Jhonatan Restrepo Valencia      | Katusha-Alpecin   | + 0"       |
| 5è | Sean De Bie                     | Lotto-Soudal      | + 0"       |
| 6è | Maximiliano Richeze Araquistain | Quick-Step Floors | + 0"       |
| 7è | Rigoberto Urán                  | Cannondale-Drapac | + 0"       |
| 8è | Anthony Roux                    | FDJ               | + 0"       |
| 9è | Ben Swift                       | UAE Team Emirates | + 0"       |
| 10è | Gregor Mühlberger               | Bora-Hansgrohe    | + 0"       |

| \| Classificació general \| Classificació general \| Classificació general \| Classificació general \| Classificació general \| \| Corredor \| Corredor \| Equip \| Temps \| \| \| --------------------- \| ------------------------------- \| --------------------- \| --------------------- \| --------------------- \| \| 1r \| Michael Matthews \| Team Sunweb \| 3h 45' 07" \| \| \| 2n \| Jay McCarthy \| Bora-Hansgrohe \| + 0" \| \| \| 3r \| Simon Gerrans \| Orica-Scott \| + 0" \| \| \| 4t \| Jhonatan Restrepo Valencia \| Katusha-Alpecin \| + 0" \| \| \| 5è \| Sean De Bie \| Lotto-Soudal \| + 0" \| \| \| 6è \| Maximiliano Richeze Araquistain \| Quick-Step Floors \| + 0" \| \| \| 7è \| Rigoberto Urán \| Cannondale-Drapac \| + 0" \| \| \| 8è \| Anthony Roux \| FDJ \| + 0" \| \| \| 9è \| Ben Swift \| UAE Team Emirates \| + 0" \| \| \| 10è \| Gregor Mühlberger \| Bora-Hansgrohe \| + 0" \| \| |                                 |                   |            |
| |                                 |                   |            |
| Font: ProCyclingStats |                                 |                   |            |
| Classificació general |                                 |                   |            |
| Corredor | Corredor                        | Equip             | Temps      |
| 1r | Michael Matthews                | Team Sunweb       | 3h 45' 07" |
| 2n | Jay McCarthy                    | Bora-Hansgrohe    | + 0"       |
| 3r | Simon Gerrans                   | Orica-Scott       | + 0"       |
| 4t | Jhonatan Restrepo Valencia      | Katusha-Alpecin   | + 0"       |
| 5è | Sean De Bie                     | Lotto-Soudal      | + 0"       |
| 6è | Maximiliano Richeze Araquistain | Quick-Step Floors | + 0"       |
| 7è | Rigoberto Urán                  | Cannondale-Drapac | + 0"       |
| 8è | Anthony Roux                    | FDJ               | + 0"       |
| 9è | Ben Swift                       | UAE Team Emirates | + 0"       |
| 10è | Gregor Mühlberger               | Bora-Hansgrohe    | + 0"       |

### Etapa 2
| \| Classificació de l'etapa \| Classificació de l'etapa \| Classificació de l'etapa \| Classificació de l'etapa \| Classificació de l'etapa \| \| Corredor \| Corredor \| Equip \| Temps \| \| \| ------------------------ \| ------------------------------- \| ------------------------ \| ------------------------ \| ------------------------ \| \| 1r \| Michael Albasini \| Orica-Scott \| 4h 35' 22" \| \| \| 2n \| Maximiliano Richeze Araquistain \| Quick-Step Floors \| + 0" \| \| \| 3r \| Sean De Bie \| Lotto-Soudal \| + 0" \| \| \| 4t \| Michael Matthews \| Team Sunweb \| + 0" \| \| \| 5è \| Paul Martens \| LottoNL-Jumbo \| + 0" \| \| \| 6è \| Matej Mohorič \| UAE Team Emirates \| + 0" \| \| \| 7è \| Alejandro Valverde Belmonte \| Movistar Team \| + 0" \| \| \| 8è \| Rudy Molard \| FDJ \| + 0" \| \| \| 9è \| Manuele Mori \| UAE Team Emirates \| + 0" \| \| \| 10è \| Michał Kwiatkowski \| Team Sky \| + 0" \| \| |                                 |                   |            |
| |                                 |                   |            |
| Font: ProCyclingStats |                                 |                   |            |
| Classificació de l'etapa |                                 |                   |            |
| Corredor | Corredor                        | Equip             | Temps      |
| 1r | Michael Albasini                | Orica-Scott       | 4h 35' 22" |
| 2n | Maximiliano Richeze Araquistain | Quick-Step Floors | + 0"       |
| 3r | Sean De Bie                     | Lotto-Soudal      | + 0"       |
| 4t | Michael Matthews                | Team Sunweb       | + 0"       |
| 5è | Paul Martens                    | LottoNL-Jumbo     | + 0"       |
| 6è | Matej Mohorič                   | UAE Team Emirates | + 0"       |
| 7è | Alejandro Valverde Belmonte     | Movistar Team     | + 0"       |
| 8è | Rudy Molard                     | FDJ               | + 0"       |
| 9è | Manuele Mori                    | UAE Team Emirates | + 0"       |
| 10è | Michał Kwiatkowski              | Team Sky          | + 0"       |

| \| Classificació general \| Classificació general \| Classificació general \| Classificació general \| Classificació general \| \| Corredor \| Corredor \| Equip \| Temps \| \| \| --------------------- \| ------------------------------- \| --------------------- \| --------------------- \| --------------------- \| \| 1r \| Michael Matthews \| Team Sunweb \| 8h 20' 29" \| \| \| 2n \| Maximiliano Richeze Araquistain \| Quick-Step Floors \| + 0" \| \| \| 3r \| Sean De Bie \| Lotto-Soudal \| + 0" \| \| \| 4t \| Michael Schwarzmann \| Bora-Hansgrohe \| + 0" \| \| \| 5è \| Alejandro Valverde Belmonte \| Movistar Team \| + 0" \| \| \| 6è \| Jay McCarthy \| Bora-Hansgrohe \| + 0" \| \| \| 7è \| Matej Mohorič \| UAE Team Emirates \| + 0" \| \| \| 8è \| Patrick Konrad \| Bora-Hansgrohe \| + 0" \| \| \| 9è \| Michał Kwiatkowski \| Team Sky \| + 0" \| \| \| 10è \| Anthony Roux \| FDJ \| + 0" \| \| |                                 |                   |            |
| |                                 |                   |            |
| Font: ProCyclingStats |                                 |                   |            |
| Classificació general |                                 |                   |            |
| Corredor | Corredor                        | Equip             | Temps      |
| 1r | Michael Matthews                | Team Sunweb       | 8h 20' 29" |
| 2n | Maximiliano Richeze Araquistain | Quick-Step Floors | + 0"       |
| 3r | Sean De Bie                     | Lotto-Soudal      | + 0"       |
| 4t | Michael Schwarzmann             | Bora-Hansgrohe    | + 0"       |
| 5è | Alejandro Valverde Belmonte     | Movistar Team     | + 0"       |
| 6è | Jay McCarthy                    | Bora-Hansgrohe    | + 0"       |
| 7è | Matej Mohorič                   | UAE Team Emirates | + 0"       |
| 8è | Patrick Konrad                  | Bora-Hansgrohe    | + 0"       |
| 9è | Michał Kwiatkowski              | Team Sky          | + 0"       |
| 10è | Anthony Roux                    | FDJ               | + 0"       |

### Etapa 3
| \| Classificació de l'etapa \| Classificació de l'etapa \| Classificació de l'etapa \| Classificació de l'etapa \| Classificació de l'etapa \| \| Corredor \| Corredor \| Equip \| Temps \| \| \| ------------------------ \| --------------------------- \| ------------------------ \| ------------------------ \| ------------------------ \| \| 1r \| David de la Cruz Melgarejo \| Quick-Step Floors \| 3h 54' 25" \| \| \| 2n \| Michał Kwiatkowski \| Team Sky \| + 3" \| \| \| 3r \| Jay McCarthy \| Bora-Hansgrohe \| + 3" \| \| \| 4t \| Alejandro Valverde Belmonte \| Movistar Team \| + 3" \| \| \| 5è \| Giovanni Visconti \| Bahrain-Merida \| + 3" \| \| \| 6è \| Rudy Molard \| FDJ \| + 3" \| \| \| 7è \| Diego Ulissi \| UAE Team Emirates \| + 3" \| \| \| 8è \| Patrick Konrad \| Bora-Hansgrohe \| + 3" \| \| \| 9è \| Tosh Van der Sande \| Lotto-Soudal \| + 3" \| \| \| 10è \| Warren Barguil \| Team Sunweb \| + 3" \| \| |                             |                   |            |
| |                             |                   |            |
| Font: ProCyclingStats |                             |                   |            |
| Classificació de l'etapa |                             |                   |            |
| Corredor | Corredor                    | Equip             | Temps      |
| 1r | David de la Cruz Melgarejo  | Quick-Step Floors | 3h 54' 25" |
| 2n | Michał Kwiatkowski          | Team Sky          | + 3"       |
| 3r | Jay McCarthy                | Bora-Hansgrohe    | + 3"       |
| 4t | Alejandro Valverde Belmonte | Movistar Team     | + 3"       |
| 5è | Giovanni Visconti           | Bahrain-Merida    | + 3"       |
| 6è | Rudy Molard                 | FDJ               | + 3"       |
| 7è | Diego Ulissi                | UAE Team Emirates | + 3"       |
| 8è | Patrick Konrad              | Bora-Hansgrohe    | + 3"       |
| 9è | Tosh Van der Sande          | Lotto-Soudal      | + 3"       |
| 10è | Warren Barguil              | Team Sunweb       | + 3"       |

| \| Classificació general \| Classificació general \| Classificació general \| Classificació general \| Classificació general \| \| Corredor \| Corredor \| Equip \| Temps \| \| \| --------------------- \| --------------------------- \| --------------------- \| --------------------- \| --------------------- \| \| 1r \| David de la Cruz Melgarejo \| Quick-Step Floors \| 12h 14' 54" \| \| \| 2n \| Jay McCarthy \| Bora-Hansgrohe \| + 3" \| \| \| 3r \| Alejandro Valverde Belmonte \| Movistar Team \| + 3" \| \| \| 4t \| Michał Kwiatkowski \| Team Sky \| + 3" \| \| \| 5è \| Patrick Konrad \| Bora-Hansgrohe \| + 3" \| \| \| 6è \| Rudy Molard \| FDJ \| + 3" \| \| \| 7è \| Tosh Van der Sande \| Lotto-Soudal \| + 3" \| \| \| 8è \| Luis León Sánchez Gil \| Astana \| + 3" \| \| \| 9è \| Romain Bardet \| AG2R La Mondiale \| + 3" \| \| \| 10è \| Rubén Fernández Andújar \| Movistar Team \| + 3" \| \| |                             |                   |             |
| |                             |                   |             |
| Font: ProCyclingStats |                             |                   |             |
| Classificació general |                             |                   |             |
| Corredor | Corredor                    | Equip             | Temps       |
| 1r | David de la Cruz Melgarejo  | Quick-Step Floors | 12h 14' 54" |
| 2n | Jay McCarthy                | Bora-Hansgrohe    | + 3"        |
| 3r | Alejandro Valverde Belmonte | Movistar Team     | + 3"        |
| 4t | Michał Kwiatkowski          | Team Sky          | + 3"        |
| 5è | Patrick Konrad              | Bora-Hansgrohe    | + 3"        |
| 6è | Rudy Molard                 | FDJ               | + 3"        |
| 7è | Tosh Van der Sande          | Lotto-Soudal      | + 3"        |
| 8è | Luis León Sánchez Gil       | Astana            | + 3"        |
| 9è | Romain Bardet               | AG2R La Mondiale  | + 3"        |
| 10è | Rubén Fernández Andújar     | Movistar Team     | + 3"        |

### Etapa 4
| \| Classificació de l'etapa \| Classificació de l'etapa \| Classificació de l'etapa \| Classificació de l'etapa \| Classificació de l'etapa \| \| Corredor \| Corredor \| Equip \| Temps \| \| \| ------------------------ \| --------------------------- \| ------------------------ \| ------------------------ \| ------------------------ \| \| 1r \| Primož Roglič \| LottoNL-Jumbo \| 4h 23' 46" \| \| \| 2n \| Michael Matthews \| Team Sunweb \| + 3" \| \| \| 3r \| Giovanni Visconti \| Bahrain-Merida \| + 3" \| \| \| 4t \| Michał Kwiatkowski \| Team Sky \| + 3" \| \| \| 5è \| Simon Yates \| Orica-Scott \| + 3" \| \| \| 6è \| Patrick Konrad \| Bora-Hansgrohe \| + 3" \| \| \| 7è \| Rudy Molard \| FDJ \| + 3" \| \| \| 8è \| Diego Ulissi \| UAE Team Emirates \| + 3" \| \| \| 9è \| Emanuel Buchmann \| Bora-Hansgrohe \| + 3" \| \| \| 10è \| Alejandro Valverde Belmonte \| Movistar Team \| + 3" \| \| |                             |                   |            |
| |                             |                   |            |
| Font: ProCyclingStats |                             |                   |            |
| Classificació de l'etapa |                             |                   |            |
| Corredor | Corredor                    | Equip             | Temps      |
| 1r | Primož Roglič               | LottoNL-Jumbo     | 4h 23' 46" |
| 2n | Michael Matthews            | Team Sunweb       | + 3"       |
| 3r | Giovanni Visconti           | Bahrain-Merida    | + 3"       |
| 4t | Michał Kwiatkowski          | Team Sky          | + 3"       |
| 5è | Simon Yates                 | Orica-Scott       | + 3"       |
| 6è | Patrick Konrad              | Bora-Hansgrohe    | + 3"       |
| 7è | Rudy Molard                 | FDJ               | + 3"       |
| 8è | Diego Ulissi                | UAE Team Emirates | + 3"       |
| 9è | Emanuel Buchmann            | Bora-Hansgrohe    | + 3"       |
| 10è | Alejandro Valverde Belmonte | Movistar Team     | + 3"       |

| \| Classificació general \| Classificació general \| Classificació general \| Classificació general \| Classificació general \| \| Corredor \| Corredor \| Equip \| Temps \| \| \| --------------------- \| --------------------------- \| --------------------- \| --------------------- \| --------------------- \| \| 1r \| David de la Cruz Melgarejo \| Quick-Step Floors \| 16h 38' 43" \| \| \| 2n \| Primož Roglič \| LottoNL-Jumbo \| + 0" \| \| \| 3r \| Michał Kwiatkowski \| Team Sky \| + 3" \| \| \| 4t \| Alejandro Valverde Belmonte \| Movistar Team \| + 3" \| \| \| 5è \| Patrick Konrad \| Bora-Hansgrohe \| + 3" \| \| \| 6è \| Rudy Molard \| FDJ \| + 3" \| \| \| 7è \| George Bennett \| LottoNL-Jumbo \| + 3" \| \| \| 8è \| Rubén Fernández Andújar \| Movistar Team \| + 3" \| \| \| 9è \| Rigoberto Urán \| Cannondale-Drapac \| + 3" \| \| \| 10è \| Romain Bardet \| AG2R La Mondiale \| + 3" \| \| |                             |                   |             |
| |                             |                   |             |
| Font: ProCyclingStats |                             |                   |             |
| Classificació general |                             |                   |             |
| Corredor | Corredor                    | Equip             | Temps       |
| 1r | David de la Cruz Melgarejo  | Quick-Step Floors | 16h 38' 43" |
| 2n | Primož Roglič               | LottoNL-Jumbo     | + 0"        |
| 3r | Michał Kwiatkowski          | Team Sky          | + 3"        |
| 4t | Alejandro Valverde Belmonte | Movistar Team     | + 3"        |
| 5è | Patrick Konrad              | Bora-Hansgrohe    | + 3"        |
| 6è | Rudy Molard                 | FDJ               | + 3"        |
| 7è | George Bennett              | LottoNL-Jumbo     | + 3"        |
| 8è | Rubén Fernández Andújar     | Movistar Team     | + 3"        |
| 9è | Rigoberto Urán              | Cannondale-Drapac | + 3"        |
| 10è | Romain Bardet               | AG2R La Mondiale  | + 3"        |

### Etapa 5
| \| Classificació de l'etapa \| Classificació de l'etapa \| Classificació de l'etapa \| Classificació de l'etapa \| Classificació de l'etapa \| \| Corredor \| Corredor \| Equip \| Temps \| \| \| ------------------------ \| --------------------------- \| ------------------------ \| ------------------------ \| ------------------------ \| \| 1r \| Alejandro Valverde Belmonte \| Movistar Team \| 3h 26' 32" \| \| \| 2n \| Romain Bardet \| AG2R La Mondiale \| + 0" \| \| \| 3r \| Rigoberto Urán \| Cannondale-Drapac \| + 0" \| \| \| 4t \| Michael Woods \| Cannondale-Drapac \| + 0" \| \| \| 5è \| Louis Meintjes \| UAE Team Emirates \| + 0" \| \| \| 6è \| Alberto Contador Velasco \| Trek-Segafredo \| + 3" \| \| \| 7è \| Ion Izagirre Insausti \| Bahrain-Merida \| + 15" \| \| \| 8è \| Sergio Henao Montoya \| Team Sky \| + 15" \| \| \| 9è \| Simon Yates \| Orica-Scott \| + 15" \| \| \| 10è \| David de la Cruz Melgarejo \| Quick-Step Floors \| + 22" \| \| |                             |                   |            |
| |                             |                   |            |
| Font: ProCyclingStats |                             |                   |            |
| Classificació de l'etapa |                             |                   |            |
| Corredor | Corredor                    | Equip             | Temps      |
| 1r | Alejandro Valverde Belmonte | Movistar Team     | 3h 26' 32" |
| 2n | Romain Bardet               | AG2R La Mondiale  | + 0"       |
| 3r | Rigoberto Urán              | Cannondale-Drapac | + 0"       |
| 4t | Michael Woods               | Cannondale-Drapac | + 0"       |
| 5è | Louis Meintjes              | UAE Team Emirates | + 0"       |
| 6è | Alberto Contador Velasco    | Trek-Segafredo    | + 3"       |
| 7è | Ion Izagirre Insausti       | Bahrain-Merida    | + 15"      |
| 8è | Sergio Henao Montoya        | Team Sky          | + 15"      |
| 9è | Simon Yates                 | Orica-Scott       | + 15"      |
| 10è | David de la Cruz Melgarejo  | Quick-Step Floors | + 22"      |

| \| Classificació general \| Classificació general \| Classificació general \| Classificació general \| Classificació general \| \| Corredor \| Corredor \| Equip \| Temps \| \| \| --------------------- \| --------------------------- \| --------------------- \| --------------------- \| --------------------- \| \| 1r \| Alejandro Valverde Belmonte \| Movistar Team \| 20h 05' 18" \| \| \| 2n \| Rigoberto Urán \| Cannondale-Drapac \| + 0" \| \| \| 3r \| Romain Bardet \| AG2R La Mondiale \| + 0" \| \| \| 4t \| Louis Meintjes \| UAE Team Emirates \| + 0" \| \| \| 5è \| Michael Woods \| Cannondale-Drapac \| + 0" \| \| \| 6è \| Alberto Contador Velasco \| Trek-Segafredo \| + 3" \| \| \| 7è \| Ion Izagirre Insausti \| Bahrain-Merida \| + 15" \| \| \| 8è \| Sergio Henao Montoya \| Team Sky \| + 15" \| \| \| 9è \| David de la Cruz Melgarejo \| Quick-Step Floors \| + 19" \| \| \| 10è \| Patrick Konrad \| Bora-Hansgrohe \| + 22" \| \| |                             |                   |             |
| |                             |                   |             |
| Font: ProCyclingStats |                             |                   |             |
| Classificació general |                             |                   |             |
| Corredor | Corredor                    | Equip             | Temps       |
| 1r | Alejandro Valverde Belmonte | Movistar Team     | 20h 05' 18" |
| 2n | Rigoberto Urán              | Cannondale-Drapac | + 0"        |
| 3r | Romain Bardet               | AG2R La Mondiale  | + 0"        |
| 4t | Louis Meintjes              | UAE Team Emirates | + 0"        |
| 5è | Michael Woods               | Cannondale-Drapac | + 0"        |
| 6è | Alberto Contador Velasco    | Trek-Segafredo    | + 3"        |
| 7è | Ion Izagirre Insausti       | Bahrain-Merida    | + 15"       |
| 8è | Sergio Henao Montoya        | Team Sky          | + 15"       |
| 9è | David de la Cruz Melgarejo  | Quick-Step Floors | + 19"       |
| 10è | Patrick Konrad              | Bora-Hansgrohe    | + 22"       |

### Etapa 6
| \| Classificació de l'etapa \| Classificació de l'etapa \| Classificació de l'etapa \| Classificació de l'etapa \| Classificació de l'etapa \| \| Corredor \| Corredor \| Equip \| Temps \| \| \| ------------------------ \| --------------------------- \| ------------------------ \| ------------------------ \| ------------------------ \| \| 1r \| Primož Roglič \| LottoNL-Jumbo \| 35' 58" \| \| \| 2n \| Alejandro Valverde Belmonte \| Movistar Team \| + 9" \| \| \| 3r \| Ion Izagirre Insausti \| Bahrain-Merida \| + 15" \| \| \| 4t \| Alberto Contador Velasco \| Trek-Segafredo \| + 23" \| \| \| 5è \| David de la Cruz Melgarejo \| Quick-Step Floors \| + 34" \| \| \| 6è \| Michael Matthews \| Team Sunweb \| + 41" \| \| \| 7è \| Vassil Kirienka \| Team Sky \| + 52" \| \| \| 8è \| Diego Ulissi \| UAE Team Emirates \| + 52" \| \| \| 9è \| Víctor de la Parte González \| Movistar Team \| + 1' 04" \| \| \| 10è \| George Bennett \| LottoNL-Jumbo \| + 1' 23" \| \| |                             |                   |          |
| |                             |                   |          |
| Font: ProCyclingStats |                             |                   |          |
| Classificació de l'etapa |                             |                   |          |
| Corredor | Corredor                    | Equip             | Temps    |
| 1r | Primož Roglič               | LottoNL-Jumbo     | 35' 58"  |
| 2n | Alejandro Valverde Belmonte | Movistar Team     | + 9"     |
| 3r | Ion Izagirre Insausti       | Bahrain-Merida    | + 15"    |
| 4t | Alberto Contador Velasco    | Trek-Segafredo    | + 23"    |
| 5è | David de la Cruz Melgarejo  | Quick-Step Floors | + 34"    |
| 6è | Michael Matthews            | Team Sunweb       | + 41"    |
| 7è | Vassil Kirienka             | Team Sky          | + 52"    |
| 8è | Diego Ulissi                | UAE Team Emirates | + 52"    |
| 9è | Víctor de la Parte González | Movistar Team     | + 1' 04" |
| 10è | George Bennett              | LottoNL-Jumbo     | + 1' 23" |

## Classificacions finals

### Classificació general
| \| Classificació general \| Classificació general \| Classificació general \| Classificació general \| Classificació general \| \| Corredor \| Corredor \| Equip \| Temps \| \| \| --------------------- \| --------------------------- \| -------------------------- \| --------------------- \| --------------------- \| \| 1r \| Alejandro Valverde Belmonte \| Movistar Team \| 20h 41' 25" \| \| \| 2n \| Alberto Contador Velasco \| Trek-Segafredo \| + 17" \| \| \| 3r \| Ion Izagirre Insausti \| Bahrain-Merida \| + 21" \| \| \| 4t \| David de la Cruz Melgarejo \| Quick-Step Floors \| + 44" \| \| \| 5è \| Primož Roglič \| LottoNL-Jumbo \| + 59" \| \| \| 6è \| Louis Meintjes \| UAE Team Emirates \| + 1' 19" \| \| \| 7è \| Patrick Konrad \| Bora-Hansgrohe \| + 1' 40" \| \| \| 8è \| Sergio Henao Montoya \| Team Sky \| + 1' 51" \| \| \| 9è \| Rigoberto Urán \| Cannondale-Drapac \| + 1' 56" \| \| \| 10è \| Simon Špilak \| Katusha-Alpecin \| + 2' 01" \| \| \| 11è \| George Bennett \| LottoNL-Jumbo \| + 2' 12" \| \| \| 12è \| Michael Woods \| Cannondale-Drapac \| + 2' 16" \| \| \| 13è \| Emanuel Buchmann \| Bora-Hansgrohe \| + 2' 22" \| \| \| 14è \| Enric Mas Nicolau \| Quick-Step Floors \| + 2' 23" \| \| \| 15è \| Romain Bardet \| AG2R La Mondiale \| + 2' 24" \| \| \| 16è \| Warren Barguil \| Team Sunweb \| + 2' 30" \| \| \| 17è \| Nicolas Edet \| Cofidis, Solutions Crédits \| + 2' 34" \| \| \| 18è \| Alexis Vuillermoz \| AG2R La Mondiale \| + 2' 50" \| \| \| 19è \| Sam Oomen \| Team Sunweb \| + 2' 55" \| \| \| 20è \| Giovanni Visconti \| Bahrain-Merida \| + 3' 11" \| \| |                             |                            |             |
| |                             |                            |             |
| Font: ProCyclingStats |                             |                            |             |
| Classificació general |                             |                            |             |
| Corredor | Corredor                    | Equip                      | Temps       |
| 1r | Alejandro Valverde Belmonte | Movistar Team              | 20h 41' 25" |
| 2n | Alberto Contador Velasco    | Trek-Segafredo             | + 17"       |
| 3r | Ion Izagirre Insausti       | Bahrain-Merida             | + 21"       |
| 4t | David de la Cruz Melgarejo  | Quick-Step Floors          | + 44"       |
| 5è | Primož Roglič               | LottoNL-Jumbo              | + 59"       |
| 6è | Louis Meintjes              | UAE Team Emirates          | + 1' 19"    |
| 7è | Patrick Konrad              | Bora-Hansgrohe             | + 1' 40"    |
| 8è | Sergio Henao Montoya        | Team Sky                   | + 1' 51"    |
| 9è | Rigoberto Urán              | Cannondale-Drapac          | + 1' 56"    |
| 10è | Simon Špilak                | Katusha-Alpecin            | + 2' 01"    |
| 11è | George Bennett              | LottoNL-Jumbo              | + 2' 12"    |
| 12è | Michael Woods               | Cannondale-Drapac          | + 2' 16"    |
| 13è | Emanuel Buchmann            | Bora-Hansgrohe             | + 2' 22"    |
| 14è | Enric Mas Nicolau           | Quick-Step Floors          | + 2' 23"    |
| 15è | Romain Bardet               | AG2R La Mondiale           | + 2' 24"    |
| 16è | Warren Barguil              | Team Sunweb                | + 2' 30"    |
| 17è | Nicolas Edet                | Cofidis, Solutions Crédits | + 2' 34"    |
| 18è | Alexis Vuillermoz           | AG2R La Mondiale           | + 2' 50"    |
| 19è | Sam Oomen                   | Team Sunweb                | + 2' 55"    |
| 20è | Giovanni Visconti           | Bahrain-Merida             | + 3' 11"    |

### Classificacions secundàries
|   | Ciclista                 | Equip              | Punts |
| - | ------------------------ | ------------------ | ----- |
| 1 | Alejandro Valverde (ESP) | Movistar Team      | 74    |
| 2 | Michael Matthews (AUS)   | Team Sunweb        | 69    |
| 3 | Primož Roglič (SLO)      | Team LottoNL-Jumbo | 54    |

|   | Ciclista               | Equip                              | Punts |
| - | ---------------------- | ---------------------------------- | ----- |
| 1 | Alex Howes (USA)       | Cannondale-Drapac Pro Cycling Team | 27    |
| 2 | Yoann Bagot (FRA)      | Cofidis                            | 23    |
| 3 | Matteo Montaguti (ITA) | AG2R La Mondiale                   | 15    |

|   | Ciclista               | Equip                  | Punts |
| - | ---------------------- | ---------------------- | ----- |
| 1 | Lluís Mas Bonet (ESP)  | Caja Rural-Seguros RGA | 11    |
| 2 | Jonathan Lastra (ESP)  | Caja Rural-Seguros RGA | 10    |
| 3 | Fabricio Ferrari (URU) | Caja Rural-Seguros RGA | 6     |

|   | Equip          | País     | Temps       |
| - | -------------- | -------- | ----------- |
| 1 | Bahrain-Merida | Bahrain  | 62h 11' 22" |
| 2 | Movistar Team  | Espanya  | + 1' 18"    |
| 3 | Team Sunweb    | Alemanya | + 2' 28"    |

## Evolució de les classificacions
| Etapa | Vencedor           | Classificació general | Classificació per punts | Classificació de la muntanya | Classificació de les metes volants | Classificació per equips |
| ----- | ------------------ | --------------------- | ----------------------- | ---------------------------- | ---------------------------------- | ------------------------ |
| 1     | Michael Matthews   | Michael Matthews      | Michael Matthews        | Yoann Bagot                  | Lluís Mas                          | Bora-Hansgrohe           |
| 2     | Michael Albasini   | Michael Matthews      | Michael Matthews        | Yoann Bagot                  | Lluís Mas                          | Bora-Hansgrohe           |
| 3     | David de la Cruz   | David de la Cruz      | Michael Matthews        | Alex Howes                   | Lluís Mas                          | Bora-Hansgrohe           |
| 4     | Primož Roglič      | David de la Cruz      | Michael Matthews        | Alex Howes                   | Jonathan Lastra                    | Bahrain-Merida           |
| 5     | Alejandro Valverde | Alejandro Valverde    | Michael Matthews        | Alex Howes                   | Lluís Mas                          | Bahrain-Merida           |
| 6     | Primož Roglič      | Alejandro Valverde    | Alejandro Valverde      | Alex Howes                   | Lluís Mas                          | Bahrain-Merida           |
| Final | Final              | Alejandro Valverde    | Alejandro Valverde      | Alex Howes                   | Lluís Mas                          | Bahrain-Merida           |